# Yvon Palamour
Yvon Palamour est un ébéniste, luthier et musicien français né le 14 mars 1932 à Paris et mort le 31 août 2018 à Pluneret,.

## Biographie
Originaire de Pluvigner, berceau de sa famille depuis le XVIe siècle, Yvon Palamour fait ses premières classes dans la commune puis à Paris au lycée Jean-Baptiste-Say, et se sentant une attirance toute particulière pour le travail artisanal du bois, il intègre l'École Boulle à Paris d'où il sort major de sa promotion 1948-1953.
Il effectue son service militaire au Maroc comme zouave. Libéré de ses obligations militaires, il entre en 1956 aux Établissements Rinck, passage de la Bonne-Graine dans le faubourg Saint-Antoine à Paris. Il travaille aussi bien à l'atelier qu'au bureau d'études jusqu'en 1958, année où l'entreprise obtient le grand prix de l'Exposition universelle de Bruxelles, ex-æquo avec Citroën et Christian Dior. Puis il décide de s'installer à son compte. Il ouvre alors un premier atelier à Paris, rue de Charonne, qu'il occupera une dizaine d'années.
Puis il retourne à Pluvigner en 1967, où il continue à travailler avec un carnet de commandes de trois années d'avance, et relance le bagad de Pluvigner qui était en sommeil. Il organise des concours de sonneurs de couple et sensibilise des sonneurs à l'intérêt pour les binious, et bombardes en gammes non tempérées. Il participe également au chœur d'hommes Paotred Pleuiner.
Il prend sa retraite en 1996, se consacrant encore quelques heures par semaine à la restauration de meubles, et s'implique dans la vie associative à Pluvigner Patrimoine qui, chaque troisième dimanche du mois, présente la richesse du patrimoine de la ville au sein d’Entre 10 et 12 consacrée au mobilier polychrome en Bretagne sud des XVIIIe siècle et XIXe siècle. Ce travail a fait l'objet d'un projet d’édition de livre d’art sur le mobilier polychrome breton au sein de l'Institut culturel de Bretagne. C'est avec l'un de ses anciens élèves, André Le Bars, qu'il se lance dans l'étude très approfondie du mobilier populaire ancien (coffres et armoires « press-lin » du nord-Bretagne, mobilier monochrome et polychrome du sud-Bretagne).
Il enseigne également son art au Centre régional de promotion des artisans de Bretagne en Bretagne et au Québec. Il est aussi animateur du cercle Jabadao à Paris où sont passées de nombreuses personnes qui ont joué par la suite un rôle certain pour la culture bretonne.
À partir de 2009, il soutient et accompagne Alan Le Buhé dans la création de Dasson An Awel, pôle de référence sur les cornemuses et bombardes de Bretagne et du monde, basé à Locoal-Mendon. À partir de 2016, il devient le référent technique et scientifique en mobilier traditionnel de Dazont ar Glad, association qu'il contribue à créer à Ti ar Vro de Vannes afin de promouvoir la culture bretonne en pays vannetais.
Victime d’un malaise cardiaque au volant de sa voiture à Mériadec, il décède le 31 août 2018.

## Œuvres

### Mobilier
Création de boiseries, buffets, armoires, coffres, bureaux. Restauration de meubles anciens. En 2018, il écrit un ouvrage de 380 pages, intitulé « Meubles peints de Bretagne, monochromes ou polychromes ».

### Instruments de musique
- En 1964, Jord Cochevelou, souhaitant recréer la harpe bretonne du Moyen Âge, construit une harpe dotée de cordes métalliques : cette première harpe « bardique » est construite en petite série par Yvon Palamour, ce qui contribue à la renaissance de la harpe[8]. Les cordes en bronze imprègnent profondément le « son Stivell ».

### Musique
- 1956 : Laridé sonné/Étré hou ti ha me hani, i hes ter leù mezuret ;  Ne chomein ket de choñjal  dans le fonds Donatien Laurent Dastum, Archives du patrimoine oral de Bretagne, Centre de recherche bretonne et celtique
- Vers 1965 : « Eh an da lâret kenavo da ma mamm da ma zad », dans Soirée de chants vannetais, chansons de conscrits, Archives du patrimoine oral de Bretagne
- 2015 : Bombarde et Biniou Koz, avec Alain Le Buhe, Per Guillou et Yann Peron (label Keltia).

### Conférences
- Pluvigner, 15 janvier 2012 : Le Mobilier polychrome en Bretagne sud aux XVIIIe et XIXe siècles[9].
- Carnac, 31 octobre 2015 : Mythe et magie du sang de bœuf[10].
- Auray, 22 octobre 2016 : Diversité du mobilier populaire en Bretagne et caractères vannetais. Approche de quelques spécificités dans les différents terroirs[11].
- Camors, 16 août 2017 : La Richesse des presse-lin[12].
- Auray, 4 novembre 2017, communication présentée par Korantin Denis : Lits mi-clos du Vannetais, spécificités et polychromie (XVIIIe – XIXe siècle)[13].
- Plougoumelen, 24 janvier 2018 : Lits clos et mi-clos, la physionomie vannetaise[14].

## Élèves
- André Le Bars[15]
- Alain Le Buhé, Ifig Cochevelou, Jorj Botuha, sonneurs[8],[16]
- Roland Becker, musicien et compositeur
- Korantin Denis, historien et spécialiste des arts et traditions populaires du Vannetais[11],[17],[14].

## Distinctions
- 1953 : major de sa promotion à l'École Boulle ;
- 1980 : grand prix régional des métiers d'art ;
- 2015 : collier de l'ordre de l'Hermine. Reconnu par ses pairs, l'Institut culturel de Bretagne l'a choisi avec Patrick Mareschal, Eugène Riguidel et Philippe Argouarc'h pour recevoir cette distinction dont le collier lui fut remis le 19 septembre 2015 par David Robo, maire de Vannes, et Patrick Malrieu, président de l'Institut culturel de Bretagne au titre des sciences et techniques, au Palais des arts de Vannes[4].